# Betalningsföreläggande
Betalningsföreläggande är ett sätt att kräva betalning av en gäldenär med hjälp av kronofogdemyndigheten (KFM).
Den som har en fordran (en skuld att driva in) kan ansöka om betalningsföreläggande hos KFM. Skulden som kan ligga till grund för ett betalningsföreläggande måste:
1. vara förfallen
2. vara förlikningsbar
3. avse pengar

Ansökningsförfarandet, kostnader med mera regleras genom lagen (1990:746) om betalningsföreläggande och handräckning.